# La Salle-Prunet
La Salle-Prunet korábbi község Franciaország Okcitánia régiójában, Lozère megyében. Lakosainak száma 178 fő (2018. január 1.). La Salle-Prunet Bédouès, Le Pont-de-Montvert, Saint-Julien-d'Arpaon, Saint-Laurent-de-Trèves, Florac, Bédouès-Cocurès, Florac Trois Rivières, Pont-de-Montvert-Sud-Mont-Lozère és Cans-et-Cévennes községekkel határos.
2016. január 1-jén Florac korábbi községgel egyesült és az így létrejött Florac Trois Rivières új község része lett.

## Népesség
A település népességének változása:
| Lakosok száma | 164  | 167  | 136  | 115  | 129  | 161  | 183  | 180  | 179  | 178  |
|               | 1962 | 1968 | 1982 | 1990 | 1999 | 2008 | 2011 | 2013 | 2017 | 2018 |